# Armenii din Republica Moldova
În Republica Moldova există un mic număr de armeni. Aceștia s-au stabilit in acest teritoriu încă din cele mai vechi timpuri, cum ar fi din timpul Principatului Moldovei, mulți dintre aceștia fiind comercianți. În Transnistria, armenii s-au așezat în timpurile imperiale, mutându-se în special în orașul Grigoriopol. Un val de imigrație armeană s-a înregistrat și în perioada sovietică, numărul armenilor din RSS Moldovenească ajungând la 5,000. După căderea URSS-ului, numărul armenilor a scăzut din nou, emigrând în țări mai prospere. 